# Гулливеров куртус
Гулливеров куртус (лат. Kurtus gulliveri) — вид  морских лучепёрых рыб из монотипического  семейства куртовых. Максимальная длина тела — 63 см. Распространены в реках и эстуариях севера Австралии и юга Новой Гвинеи.

## Этимология
Видовое название дано, вероятно, в честь Томаса Гулливера (англ. Thomas Allen Gulliver), почтово-телеграфного работника, который первым собрал образцы данного вида около своего дома в реке Норман (впадает в залив Карпентария).

## Описание
Тело удлинённое, высокое в передней части, сжато с боков. Максимальная высота тела укладывается 1,8—2,7 раза в стандартную длину тела. Задняя часть тела длинная и узкая. Мелкая циклоидная чешуя покрывает всё тело и жаберные крышки, голова без чешуи. Голова с заметным горбом на лбу. Глаза маленькие, их диаметр укладывается 4,8—12,5 раз в длину головы. Рот большой, выдвижной, косой. Наклон челюстей составляет около 40⁰ к горизонтальной оси тела. У молоди окончание верхней челюсти доходит до вертикали, проходящей через начало глаза, а у крупных взрослых особей заходит за глаз. Зубы на обеих челюстях очень мелкие, ворсинковидные, расположены полосками. Есть мелкие зубы на нёбе и сошнике. Жаберные тычинки длинные и тонкие. У зрелых самцов на затылке располагается костный крючок, направленный вперёд и вниз, который по форме образует почти замкнутое кольцо. У самок крючок отсутствует. Спинной плавник с коротким основанием, перед плавником сидят 5—7 рудиментарных колючек. В самом плавнике 2 колючих и 12—14 мягких лучей. В длинном анальном плавнике 2 колючих и 40—48 мягких лучей. В грудных плавниках 16—21 мягких лучей. В брюшных плавниках один колючий и 5 мягких лучей. Хвостовой плавник сильно выемчатый. Анальное отверстие расположено чуть позади основания брюшных плавников. Боковая линия короткая, доходит только до середины основания грудных плавников; развита слабо.
Верхняя часть тела взрослых особей с фиолетовым оттенком, переходящим в розовый в середине тела и медно-желтый в передней части. Передняя часть тела с серебристыми или зеленовато-голубыми бликами. Плавники прозрачные или желтоватые. Молодь беловатого цвета или полупрозрачная.
Максимальная длина тела — 63 см.

## Ареал
Распространены в тропических районах центральной части юга Новой Гвинеи. В Австралии распространены фрагментарно, встречаются от рек Западной Австралии, впадающих в Тиморское море, до рек Северной Территории и Квинсленда, впадающих в залив Карпентария.